# 菅原バイナリー発電所
菅原バイナリー発電所（すがわらバイナリーはつでんしょ）は、大分県玖珠郡九重町菅原にあるバイナリー発電方式の地熱発電所である。九州電力の子会社である九電みらいエナジー（西日本環境エネルギーより事業譲渡）が建設・運転する。2015年6月29日運転開始。出力は約5,000kWで、バイナリー発電方式としては日本最大となる。

## 概要
独立行政法人新エネルギー・産業技術総合開発機構（NEDO）が1988年に地熱調査の実証実験のために掘削し、2003年に九重町に無償譲渡された3本の地熱井を利用し、うち2本を蒸気井、1本を還元井として用いる。
九電みらいエナジーは九重町が所有する地熱井を借り受けて発電事業を行い、発電した電力は九州電力が買い取る。九重町へは、地熱井の蒸気の使用料が支払われる。
地熱発電事業としては、日本で初めて自治体と民間企業とが共同で開発する発電所である。また、大分県内では、営業運転を行う地熱発電所としては大岳発電所、八丁原発電所、滝上発電所に次ぐ4箇所目、バイナリー発電方式の地熱発電所としては日本初の八丁原発電所に次ぐ2箇所目の施設である。